# Vultures 1
Vultures 1는 힙합 아티스트 카니예 웨스트와 타이 달라 사인으로 구성된 미국 힙합 그룹 ¥$ 의 스튜디오 데뷔 앨범이다. 카니예의 정규 데뷔 앨범 The College Dropout 20주년을 기념하여 2024년 2월 10일 카니예가 전개하고 있는 종합 패션 기업이자 레이블 YZY로 발매되었으며, 앨범에는 카니예의 딸 노스 웨스트, 프레디 깁스, YG, 퀘이보, 플레이보이 카티, 트래비스 스콧, 범프 J, 릴 더크, 리치 더 키드와 크리스 브라운이 피처링진으로 참여하였으며, 프로듀싱은 The Legendary Traxster, 88-Keys, 다릴 캠퍼, 제이펙마피아, 팀발랜드, 스위즈 비츠, 오지볼타, Chrishan, 앤서니 킬호퍼 등의 유명 프로듀서들과 카니예가 맡았다.
카니에는 기독교적 색채가 짙고 가스펠의 요소를 다수 차용한 그의 전작 Jesus Is King, Donda와는 대조되게 이번 앨범에서는 돈, 여자, 섹스, 그리고 그를 둘러싼 논란들을 가사로 사용하였다. 또한, 그는 클린 버전으로 비속어를 사용하지 않고 기독교를 찬미하는 전작들과는 달리 이번 앨범에서는 JIK 이전의 그의 작품처럼 다시 비속어와 저속한 가사를 사용하기 시작하였다. 앨범 아트에는 쓴 올블랙 옷을 입은 카니예와 그의 부인 비앙카 센소리가 등장한다. 타이틀곡 "Vultures"는 2023년 11월 앨범의 리드 싱글으로 발매됐고, 3개월 뒤 '"Talking / Once Again"과 "Carnival"이 발매되었다. 그 중 후자는 미국 빌보드 핫 100 1위를 차지했다.
Vultures 1은 비평가들로부터 엇갈린 평가를 받았으며, 이들 중 일부는 그가 이전에 저질렀던 유대인 혐오와 나치 찬양 발언을 철회하지 않고 오히려 대놓고 정면 돌파를 하는 그의 가사를 비판하였다. 이 앨범은 카니예의 미국 빌보드 200 차트 11번째 1위 데뷔를 기록하며 에미넴의 기록을 제쳤고, 호주, 캐나다, 독일을 포함한 17개 지역 차트 1위를 차지하며 전 세계적으로 인기를 끌었다. 앨범의 모든 곡은 빌보드 핫 100 차트에 진입하였다. 후속 앨범인 Vultures 2가 2024년에 출시될 예정이며, Vultures 3도 연말에 출시될 예정이다. 카니예와 앨범의 제작진들은 2024년 여름부터 2025년 초까지 뉴욕, 런던 등 도시를 돌며 벌쳐스 월드 투어에 참여할 예정이다.

## 배경과 녹음
2023년 8월 25일, NBC 뉴스는 소식통을 통해 카니예가 여름 내내 음악 작업을 해왔고 앨범을 발매할 계획이라고 보도하며 "새로운 음악이 임박했다"고 밝혔다. 카니예는 10월 1일 이탈리아에서 타이 달라 사인이 참석한 리스닝 파티를 열었고 그들이 앨범 제작에 참여한다는 소문이 돌았다.
타이 달라 사인은 2023년 10월 23일 인스타그램 게시물을 통해 앨범을 공개하였다. 타이 달라 사인은 사우디아라비아에서 카니예와 함께 앨범을 작업 중이었으며 그 앨범이 "곧 출시될 것"이라고 말했다. 주요 프로듀서 중 한 명인 다릴 캠퍼에 따르면, 곡에 참여한 아티스트들은 사우디아라비아의 al-Ula에서 3개월 동안 녹음을 했다고 한다.

## 음악적 특징

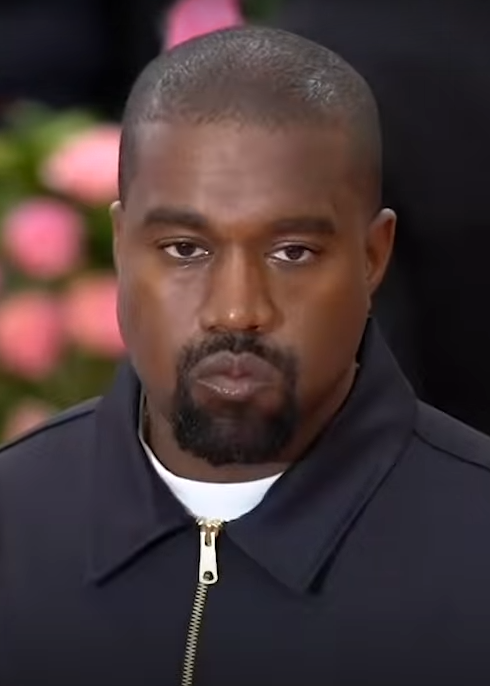
카니예의 전작 Jesus Is King과 Donda와 달리, Vultures 1은 다시 저속하고 세속적인 가사를 차용하기 시작하였다. 다수의 평론가들은 또한 이 앨범이 전작들보다 곡 간의 유기성이 개선되었다고 평가하고 있다.

Vultures 1은 트랩을 바탕으로 한 힙합 앨범이며, 가스펠과 인더스트리얼 음악, 하우스, R&B 등 다양한 음악 장르의 요소를 사용하였다. 이번 앨범은 전작들과는 달리 곡 간의 유기성이 개선되었다고 다수의 평론가들은 평가하며, 멈블 랩의 요소는 전혀 없다. 뉴욕 타임스에서는 이 앨범이 카니예의 2013년 음반 Yeezus에서부터 시작되어 래퍼 플레이보이 카티와 트레비스 스콧의 음악적 특징 중 하나인 다크웨이브 랩 스타일을 상기시킨다고 평하였다.
카니예는 2019년 가스펠 음반 Jesus Is King 이후 모든 음반은 비속어를 단 하나도 사용하지 않고 오직 기독교에 대해 찬미하는 내용만 담겠다고 약속하였으나 이번 앨범에서 그 약속은 깨지게 되었다. 카니에는 처음에는 이 앨범도 클린 버전으로 발매할 예정이였으나 타이 달라 사인의 설득으로 그렇게 하지 않았다.

## 발매와 홍보
2023년 10월 13일 빌보드는 카니예와 타이 달라 사인이 공동 앨범을 발표할 계획이며 배포를 위해 5개의 다른 음반사와 협상을 있다고 보도하였다. 그러나 음반사들은 2022년 말 벌어진 칸예의 반유대주의 발언 때문에 그와의 계약을 기피하고 있었으며, 카니예가 소속되어 있던 레이블 Def Jam Recordings의 모회사인 유니버설 뮤직 그룹 또한 그와 거리를 두기 시작했기에 앨범 발매가 지연되는 것은 필연적이였다. 카니예는 2009년 MTV VMA 사건 이후로 유니버설이 앨범을 발매하지 못하게 했다고 주장하면서 유니버설이 자신을 캔슬시키려고 한다고 비난하였다. 타이 달라 사인은 2023년 12월 8일 자신의 인스타그램 계정에 손으로 쓴 트랙 목록을 게시하였다. 12월 10일 카니예는 플로리다 윈우드에 있는 레스토랑에서 앨범을 위해 계획된 노래의 일부를 연주하여 크리스 브라운과 동료 래퍼 퓨처 및 영 서그가 피쳐링진으로 참여했음을 공개하였다. 앨범 프리뷰에서 카니예는 앨범의 제목을 벌쳐스라고 공개하고 12월 15일에 출시될 것이라고 말했다. 그러나 2023년 12월 21일 빌보드는 Vultures 1의 출시가 2024년 1월 12일로 추가 연기되었음을 확인하였다.
출시 예정일 하루 전인 2024년 1월 11일, 애플 뮤직은 Vultures 1의 출시일을 1월 19일로 업데이트하였다. 3일 후 카니예와 타이 달라 사인, 플레이보이 카티가 "Fuk Sumn"의 뮤직 비디오를 촬영하는 장면이 공개되었다. 1월 16일, Vultures 1의 iTunes 페이지가 업데이트되어 앨범 발매가 2월 9일로 또 연기되었음이 드러났다. 1월 23일 카니예는 인스타그램을 통해 이번 앨범 이 Vultures 3부작의 첫 번째 앨범 될 것이라고 발표했다. Vultures 1에 이어 Vultures 2와 Vultures 3도 각각 2024년 3월 8일, 4월 5일에 발매될 예정이었으나, 모두 연기되었다. 2월 9일이 되었는데도 여전히 앨범은 출시되지 않았다.
Vultures 1은 2024년 2월 10일 카니예의 독립 레이블 YZY를 통해 스트리밍 서비스로 출시되었다. 발매일은 카니예의 데뷔 정규 앨범 The College Dropout의 20주년에 이루어졌다. 앨범은 발매와 동시에 미국 애플 뮤직 앨범 차트 1위를 차지했다. 처음 발매되었을 때 앨범은 앞서 말한 음반사와의 갈등으로 스포티파이에 올라올 수 없었기에 카니예는 이것이 앨범의 차트 순위에 영향을 미칠 지 걱정하였다. 같은 날 오후 Vultures는 스포티파이와 유튜브 뮤직에 올라왔으며 CD와 레코드 또한 판매를 개시하였다.
2024년 2월 11일 Vultures 1이 72개국의 차트에서 1위를 달성하였음을 카니에가 자신의 인스타그램 스토리로 자랑하였는데, 흥미로운 점은 칸예의 반유대주의적 발언에도 불구하고 이스라엘에서도 이 앨범이 차트 1위를 달성하였다는 것이다. 같은 날 카니예는 테일러 스위프트를 제치고 앨범 재생 1위를 달성하였으며 가장 많이 스트리밍된, 어느 음반사와도 관련이 없는 독립 아티스트라는 기록을 달성하였다.

## 트랙 목록
| #            | 제목                                                    | 작사·작곡 | Producer(s)                                                                                             | 재생 시간 |
| ------------ | ------------------------------------------------------- | --- | --- | --------- |
| 1.           | 〈Stars〉                                               | Ye Tyrone Griffin Jr. Barrington Hendricks Billy Ray Schlag Darhyl Camper Jr. Isaac De Boni Lucien Parker Michael Mulé Quentin Miller Samuel Lindley                                     | Ye Ty Dolla $ign Aver Ray Camper FnZ JPEGMafia The Legendary Traxster                                   | 1:55      |
| 2.           | 〈Keys to My Life〉 (featuring India Love)              | Ye Griffin Jr. Cydel Young Hubert Polinski Konrad Żyrek Lindley Timothy Mosley Veyis-Can Urun Vincent Vendi                                                                              | Ye Ty Dolla $ign Hubi SHDØW Timbaland Veyis VinnyForGood The Legendary Traxster                         | 2:54      |
| 3.           | 〈Paid〉                                                | Ye Griffin Jr. Anthony Kilhoffer Cedric Hailey Christopher Dotson Hamid Bashir Louis Celestin Lindley                                                                                    | Ye Ty Dolla $ign Kilhoffer Chrishan Kaytranada Stryv The Legendary Traxster                             | 3:15      |
| 4.           | 〈Talking〉 (featuring North West)                      | Ye Griffin Jr. Anthony Clemons Jr. Camper Jr. Dominic Maker Edward Davadi James Litherland Kasseem Dean N. West Miller Shawntoni Nichols                                                 | Ye Ty Dolla $ign Camper Maker Edsclusive James Blake Swizz Beatz                                        | 3:05      |
| 5.           | 〈Back to Me〉 (featuring Freddie Gibbs)                | Ye Griffin Jr. Aswad Asif Charles Njapa Daniel Kin Chien Frederick Tipton James Hau Nicholas Balding Sasha Hashemi Zachary Frenes                                                        | Ye Ty Dolla $ign 88-Keys AyoAA Wax Motif                                                                | 4:55      |
| 6.           | 〈Hoodrat〉                                             | Ye Griffin Jr. Njapa Camper Jr. Malik Yusef Robert Booker | Ye Ty Dolla $ign 88-Keys Camper                                                                         | 3:42      |
| 7.           | 〈Do It〉 (featuring YG)                                | Ye Griffin Jr. Alexander West Schlag Camper Jr. Denis Raab Dijon McFarlane Ermias Asghedom Keenon Dequan Jackson Lukas Benjamin Leth Kroll Lindley Supreme Williams                      | Ye Ty Dolla $ign Aver Ray Camper Chrishan DJ Mustard DTP Lukasbl The Legendary Traxster                 | 3:45      |
| 8.           | 〈Paperwork〉 (featuring Quavo)                         | Ye Griffin Jr. Aderli Ramirez Oviedo Bruno Gioia Martins Funke Da Costa Njapa Dean Leonardo Felipe Yasmil Garces Nasir Pemberton Quavious Marshall Lindley Victor Hugo Maciel dos Santos | Ye 88-Keys Digital Nas Swizz Beatz The Legendary Traxster                                               | 2:25      |
| 9.           | 〈Burn〉                                                | Ye Griffin Jr. Amir Stivie B Dotson John Beck Joseph Goddard Leon Thomas III Morten Ristorp Lindley Tyshane Thompson Valentina Pappalardo                                                | Ye Ty Dolla $ign Thomas The Legendary Traxster                                                          | 1:51      |
| 10.          | 〈Fuk Sumn〉 (featuring Playboi Carti and Travis Scott) | Ye Griffin Jr. Jordan Carter Jacques Webster II Hendricks Dotson Evan K. Hood-Atlas Marshall Miller Lindley Mosley                                                                       | Ye Ty Dolla $ign BBYKOBE JPEGMafia Timbaland The Legendary Traxster                                     | 3:29      |
| 11.          | 〈Vultures〉 (featuring Bump J and Lil Durk)            | Ye Griffin Jr. Durk Banks Terrance Boykin Gustave Rudman Rambali Young Jason Harris Jordan Houston Mark Williams Marlon Barrow Mathias Liyew Paul Beauregard Pharris Thomas Raul Cubina  | Ye Ty Dolla $ign Ambezza Rudman Jae Deal Jasper Harris Marlonwiththeglasses Ojivolta Prodbyjuice Wheezy | 4:36      |
| 12.          | 〈Carnival〉 (featuring Rich the Kid and Playboi Carti) | Ye Griffin Jr. Dimitri Roger Carter M. Williams Grant Dickinson Cubina Lindley | Ye Ty Dolla $ign Ojivolta TheLabCook The Legendary Traxster                                             | 4:24      |
| 13.          | 〈Beg Forgiveness〉 (featuring Chris Brown)             | Ye Griffin Jr. Hendricks Faouzia Ouihya Beck Goddard Latia Lindley London Holmes Miller Pappalardo                                                                                       | Ye Ty Dolla $ign Kilhoffer JPEGMafia London on da Track Vitals                                          | 6:08      |
| 14.          | 〈Good (Don't Die)〉                                    | Ye Griffin Jr. Yonatan Goldstein Hashemi William Adams Jr. | Ye Ty Dolla $ign Johnny Goldstein will.i.am                                                             | 3:19      |
| 15.          | 〈Problematic〉                                         | Ye Griffin Jr. Amber Streeter Charles Hugo Njapa Denzel Charles Melvin Moore | Ye Ty Dolla $ign 88-Keys Camper Chad Hugo                                                               | 3:14      |
| 16.          | 〈King〉                                                | Ye Griffin Jr. Arturo Fratini Hendricks Njapa Dylan T. Cleary-Krell Tipton Victor Mensah                                                                                                 | Ye Ty Dolla $ign 88-Keys Dez Wright JPEGMafia Lester Nowhere                                            | 2:36      |
| 총 재생 시간 | 총 재생 시간                                            | 총 재생 시간 | 총 재생 시간                                                                                            | 55:33     |

### 참조주
1. ↑  Melas, Chloe (2023년 8월 25일). “Ye plans to drop a new album”. NBC News. 2023년 11월 19일에 원본 문서에서 보존된 문서. 2023년 12월 13일에 확인함.
2. ↑  《HipHopDX》. |제목=이(가) 없거나 비었음 (도움말)
3. ↑  Jones, Damian (2023년 11월 13일). “Ty Dolla $ign shares update on new album with Kanye West”. 《NME》. 2023년 11월 20일에 원본 문서에서 보존된 문서. 2023년 12월 9일에 확인함.
4. ↑  《The Source》. |제목=이(가) 없거나 비었음 (도움말)
5. ↑  Jacobs, Julia (2024년 2월 10일). “Ye's New LP Debuts at a New York Arena. Why Do His Fans Stay Loyal?”. 《The New York Times》. 2024년 2월 13일에 원본 문서에서 보존된 문서. 2024년 2월 14일에 확인함.
6. 1 2  《Rolling Stone》. |제목=이(가) 없거나 비었음 (도움말)
7. ↑  Richards, Chris (2024년 2월 13일). “Kanye West and Ty Dolla $ign's 'Vultures 1' is slim pickings”. 2024년 2월 13일에 원본 문서에서 보존된 문서. 2024년 2월 14일에 확인함.
8. ↑  Caramanica, Jon (2024년 2월 19일). “'Vultures 1': Where the New Ye Meets the Old Kanye”. 《The New York Times》. 2024년 2월 19일에 원본 문서에서 보존된 문서. 2024년 2월 19일에 확인함.
9. ↑  《Rolling Stone》. |제목=이(가) 없거나 비었음 (도움말)
10. 1 2  《Complex》. |제목=이(가) 없거나 비었음 (도움말)
11. ↑  《Billboard》. |제목=이(가) 없거나 비었음 (도움말)
12. 1 2  《American Songwriter》. |제목=이(가) 없거나 비었음 (도움말)
13. ↑  Caraan, Sophie (2023년 10월 16일). “Kanye West and Ty Dolla $ign's Joint Album Reportedly Delayed While They Shop for Distributor”. Hypebeast. 2023년 11월 27일에 원본 문서에서 보존된 문서. 2023년 12월 9일에 확인함.
14. ↑  《Billboard》. |제목=이(가) 없거나 비었음 (도움말)
15. ↑  Hynes, Hayley (2023년 12월 9일). “Kanye West & Ty Dolla Sign's Album Tracklist Is Here & It Includes 'New Body'”. 《HotNewHipHop》. 2023년 12월 13일에 원본 문서에서 보존된 문서. 2023년 12월 9일에 확인함.
16. ↑  Aguila, Grethel (2023년 12월 10일). “Kanye West teases new album at Wynwood restaurant after surprise Art Basel appearance”. 《Miami Herald》. 2023년 12월 13일에 원본 문서에서 보존된 문서. 2023년 12월 10일에 확인함.
17. ↑  Cole, Alexander (2023년 12월 11일). “Kanye West Reveals Release Date for Ty Dolla $ign Collab Album, Vultures”. 《HotNewHipHop》. 2023년 12월 11일에 원본 문서에서 보존된 문서. 2023년 12월 11일에 확인함.
18. ↑  Fisher, Caroline (2023년 12월 22일). “Kanye West & Ty Dolla Sign's 'Vultures' Delayed Again, New Release Date Revealed”. 《HotNewHipHop》. 2023년 12월 27일에 원본 문서에서 보존된 문서. 2023년 12월 31일에 확인함.
19. ↑  Alexandria, Lavender (2024년 1월 11일). “Kanye West & Ty Dolla Sign's 'Vultures' Gets New Release Date”. 《HotNewHipHop》. 2024년 1월 11일에 원본 문서에서 보존된 문서. 2024년 1월 11일에 확인함.
20. ↑  Nevares, Gabriel Bras (2024년 1월 15일). “Kanye West Recording Music Video For Ty Dolla $ign & Playboi Carti Song: Watch”. 《HotNewHipHop》. 2024년 1월 15일에 원본 문서에서 보존된 문서. 2024년 1월 16일에 확인함.
21. ↑  Blake, Cole (2024년 1월 16일). “Kanye West & Ty Dolla Sign's 'Vultures' Release Date Pushed Back Again”. 《HotNewHipHop》. 2024년 1월 16일에 원본 문서에서 보존된 문서. 2024년 1월 17일에 확인함.
22. ↑  《HipHopDX》 (영어). |제목=이(가) 없거나 비었음 (도움말)
23. ↑  《Variety》 (미국 영어). |제목=이(가) 없거나 비었음 (도움말)
24. ↑  《Variety》 (영어). |제목=이(가) 없거나 비었음 (도움말)
25. ↑  Murray, Robin (2024년 2월 9일). “So, Where Is Kanye West's Album 'Vultures'…?”. 《Clash》. 2024년 2월 9일에 원본 문서에서 보존된 문서. 2024년 2월 9일에 확인함.
26. ↑  《Billboard》 (미국 영어). |제목=이(가) 없거나 비었음 (도움말)
27. ↑  《Complex》 (미국 영어). |제목=이(가) 없거나 비었음 (도움말)
28. ↑  Leitch, Luke (2022년 10월 3일). “'There's No One That's Not Welcome': Kanye West on YZY, Paris and His Three Phases in Fashion”. 《Vogue》. 2024년 1월 29일에 원본 문서에서 보존된 문서. 2024년 2월 26일에 확인함.
29. ↑  “YZY”. Yeezy.com official website. 2024년 2월 11일에 원본 문서에서 보존된 문서. 2024년 2월 11일에 확인함.
30. ↑  《HipHopDX》. |제목=이(가) 없거나 비었음 (도움말)
31. ↑  《Forbes》. |제목=이(가) 없거나 비었음 (도움말)
32. ↑  Neveras, Gabriel Bras (2024년 2월 10일). “Kanye West Finally Drops 'Vultures 1', But There's A Sad Catch For Spotify Users: Fans React”. 《HotNewHipHop》 (영어). 2024년 2월 10일에 원본 문서에서 보존된 문서. 2024년 2월 11일에 확인함.
33. ↑  Mock, Ben (2024년 2월 10일). “Kanye West Posts Conversation About Lack Of 'Vultures 1' Spotify Drop”. 《HotNewHipHop》. 2024년 2월 13일에 원본 문서에서 보존된 문서. 2024년 2월 13일에 확인함.
34. ↑  Nevares, Gabriel Bras (2024년 2월 11일). “Kanye West Claims 'Vultures 1' Is No. 1 In 72 Countries, Including Israel”. 《HotNewHipHop》. 2024년 2월 12일에 원본 문서에서 보존된 문서. 2024년 2월 13일에 확인함.
35. ↑  “Kanye West's 'Vultures' album makes him Spotify's No. 1 above Taylor Swift”. 《Marca》. 2024년 2월 13일. 2024년 2월 14일에 원본 문서에서 보존된 문서. 2024년 2월 14일에 확인함.
36. ↑  “VULTURES 1 - Album by ¥$, Kanye West & Ty Dolla $ign - Spotify”. 《Spotify》. 2024년 5월 19일에 확인함.

### 내용주
1. ↑  Good (Don't Die)는 스트리밍 플랫폼에서 제외되었기 때문에 스트리밍 플랫폼들에서는 52:21의 재생시간을 갖는다.